# Тип 96 (кулемет)
Тип 96 — японський ручний кулемет, розроблений в 1936 для заміни кулемета Тип 11.

## Історія та розробка

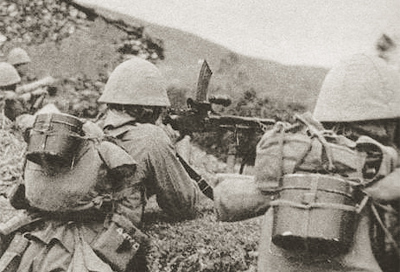
Японські солдати ведуть вогонь з Тип 96 з оборонної позиції

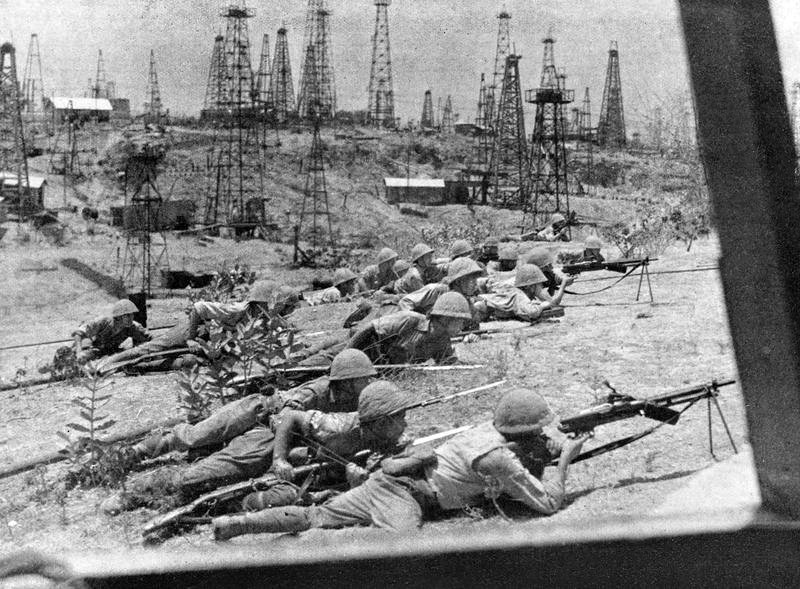
Солдати 33-ї піхотної дивізії імператорської армії Японії на захоплених ними нафтопромислах під Енанджауном, Бірма, 19. Солдата з Тип 96 можна побачити задньому плані, його товариші передньому плані озброєні Тип 11

Досвід, отриманий в ході Маньчжурського інциденту 1931 і наступних боях в Маньчжурії і на півночі Китаю з Національно-революційною армією Китаю продемонстрував японськії армії корисність кулеметів при забезпеченні переважного вогню для підтримки піхоти. На той момент на озброєнні імператорської армії знаходився ручний кулемет Тип 11, який завдяки невеликій вазі можна було легко доставити на позиції. Проте конструкція відкритого бункера Тип 11 дозволяла пилу і піску потрапляти в кулемет, через що відбувалися заклинювання.
Через схильність до забруднення і заклинювання, Тип 11 заслужив погану репутацію серед японських військових, що призвело до закликів знайти йому заміну. Кокурський арсенал зазнав чехословацького ZB vz. 26, зразки яких були захоплені в армії Китайської Республіки і після запозичення деяких елементів представив у 1936 новий ручний кулемет системи Кідзіро Намбу, позначений «легкий кулемет тип 96». Японська Імператорська Армія на той час перейшла на нову систему позначення з літочислення від міфічного заснування першим імператором Дзимму японської держави в 660 році до нашої ери, вказуючи лише одну або дві останні цифри року. У разі Тип 96 позначає 2596 (1936) рік прийняття на озброєння. Зброя вироблялася на арсеналах у Кокурі, Нагої та Мукдені між 1936 і 1943 роками, загальний обсяг виробництва становив близько 41 000 одиниць.
У той час як внутрішнім пристроєм кулемет був зовсім іншим, він зовні візуально нагадував ZB vz. 26 в його основному компонуванні з використанням магазина верхньої подачі та тримача сошки. Аналогічний зовнішній вигляд був і у танкового кулемета Тип 97, однак він був ліцензійною копією чехословацького кулемета, що стріляв більш важкими набоями калібру 7,7×58 мм.

## Бойове застосування
Тип 96 вступив в активну службу в 1936 році і був призначений для заміни застарілого Тип 11, проте той уже був зроблений у великих кількостях, і обидва кулемета залишалися в експлуатації до кінця війни. Тип 96 вважався міцним і надійним, але його 6,5-мм кулі мали слабку пробивну силу при стрільбі по укриттях, що призвело до створення в 1937 році кулемета «Тип 99» під потужніший набій калібру 7,7 мм.
Після Другої світової війни він використовувався індонезійськими військами під час війни за незалежність проти голландських військ, особливо під час атаки на Джок'якарту 1949 року.